# 美國義勇兵
美國義勇兵（英文：United States Volunteers），亦稱為合眾國義勇兵、合眾國志願軍(U.S. Volunteer Army)，或其他叫法，是戰時受召集以協助美國陸軍的義勇兵，但不同於正規軍或民兵。
在1903年民兵法案頒布之前，美軍地面部隊被分為三個互不隸屬的獨立組織：
- 正規軍，為美國不分承平與戰時的常設性軍事機構。
- 來自各州與屬地的民兵。
- 由美國國會授權建軍，存續時間受限的義勇兵部隊，在緊急情況下隨正規軍作戰。[1]

## 早期立法
「義勇」一詞最早出現於1789年5月28日的法案中，時當西北印第安戰爭，授權美國總統接受自願服役的義勇。該法案連同後續相關法案容許總統將義勇部隊編成兵團、團、或營，並任命尉官和校官。義勇兵一詞的第二次出現則是在美法短暫衝突期間，即1799年3月2日的法案中。該法案授權總統接受28個由義勇兵所組成的團，其驅遣方式同於民兵。義勇兵校官由總統經美國參議院建議並同意後任命。在1803年與西班牙發生衝突的期間，根據1803年3月3日的法案，總統有權要求各州組織民兵，包括義勇兵部隊。美國與英國之間的緊張關係又促成1807年2月24日法案和1808年3月30日法案通過，授權總統命各州組織民兵，包括義勇兵部隊。

## 1812年戰爭
1812年1月12日的法案授權總統組建多達六連的遊騎兵，可由義勇組成，亦可為役期一年的士兵，只要是總統掌握到印第安部落入侵的實證，或威脅。到了7月，又授權能多組一個連。1813年2月，又再度授權多組十個連。
1812年2月6日，國會頒布《義勇兵軍團法》(Volunteer Military Corps Act)，規定可組建一支多達5萬兵員的部隊，役期12個月。這支部隊直轄於聯邦政府，非州屬民兵。
2月6日的法案明定，總統有權接受任何由義勇組成的步兵、騎兵、和砲兵連隊加入聯邦部隊。義勇部隊服裝自理，但作戰時由聯邦政府配發武器裝備。騎兵則自備馬匹。並依各州律法委任軍官。義勇部隊應在被接受後兩年內奉召入伍，役期12個月。服役期間規章制度同於美國陸軍，薪餉亦同。此外還補助士官兵的自費服裝，自費的馬匹和裝備之損失亦可獲補償。總統將可將義勇部隊編組成營、團、旅、和師，視情況而定。據1812年7月6日的法案規定，總統有權在參議院的建議和同意下任命義勇部隊軍官。
究竟有多少義勇兵依上述法案奉召入伍，從未有過確切的數字。最為普遍接受的數字是3049名義勇遊騎兵，和10110名的聯邦其他義勇兵。1812年2月6日的法案不算成功。校官是直到部隊數足以組成團後才獲任命。來自不同州的部隊未經共同訓練即投入實戰。